# I vizi morbosi di una giovane infermiera
I vizi morbosi di una giovane infermiera (Una gota de sangre para morir amando) è un film del 1973 diretto da Eloy de la Iglesia.
Girato in inglese e ambientato in un prossimo futuro il film è un crime-thriller con protagonisti Sue Lyon, Christopher Mitchum e Jean Sorel.
Il film, titolato in inglese Murder in a Blue World e noto anche come Clockwork Terror, è fortemente ispirato a Arancia meccanica di Stanley Kubrick.

## Trama
Anna Vernia, una bellissima e giovane infermiera, riceve una medaglia di riconoscimento per la sua eccezionale dedizione per i suoi pazienti nel centro medico dove lavora. Sta uscendo con Victor Sender, un medico che lavora nello stesso ospedale. Victor è fortemente coinvolto in un progetto che impiega la terapia dell'elettroshock sui violenti criminali nel tentativo di trasformarli in cittadini modello.
Il crimine dilaga nella città. C'è stato un certo numero di uccisioni di giovani uomini irrisolte attribuite a un serial killer, probabile sadico omosessuale. Una famiglia si sta preparando per guardare Arancia meccanica di Stanley Kubrick in televisione quando viene assalita da un gruppo di delinquenti che bussa alla loro porta. Gli assalitori, che indossano elmetti rossi e abiti di pelle da motociclista e che maneggiano delle fruste distruggono l'appartamento dallo stile moderno. Stuprano sia il marito che la moglie, ma lasciano illeso il giovane figlio della coppia. Dopo il crimine, avviene una disputa tra i quattro membri della gang. David, uno di loro, viene malmenato dal capo e viene espulso dal gruppo.
Anna è una collezionista di opere pop art. È la maggiore offerente in un'asta di opere d'arte di Alex Raymond per Flash Gordon. All'asta dà il suo numero di telefono al suo rivale offerente, Toni, un giovane uomo con una gamba handicappata. Anna vive da sola in un ampio palazzo nella periferia della città dove Toni va a trovarla. Dopo che hanno fatto sesso, Anna ascolta i battiti del cuore di Toni mentre lui dorme e lo pugnala a morte con un bisturi. Si disfa del corpo di Toni in un fiume, ma è stata vista in segreto da David. Lui scopre delle informazioni su Anna attraverso la targa della sua auto e inizia a pedinarla. Indossando una parrucca e vestita in modo matronale, Anna seduce Bruno, un narcisista modello di intimo, che lei ha visto precedentemente in una pubblicità. Lo porta a casa sua e lo uccide. Il suo corpo cade vicino al libro che Anna stava leggendo: il romanzo Lolita di Vladimir Nabokov.
Anche se Anna sta ancora uscendo con Victor, rifiuta le sue avances sentimentali. Vestita da drag queen, Anna entra in un gay bar dove rimorchia Roman Mendoza, un ragazzo gay che lei porta a casa. Dopo aver ballato un walzer Anna gli propone di avere un rapporto sessuale. Lui inizialmente è esitante. Pensava che lei fosse una lesbica. Non aveva mai fatto sesso con una donna prima d'allora, ma è pronto. Mentre Anna è fuori, David entra nella sua casa dopo aver fatto amicizia con il pastore tedesco che faceva la guardia alla casa di lei. Nascosto dietro le tende Davide vede Anna che seduce il giovane uomo gay e assiste quando lei lo pugnala al cuore.
Un vetro rotto dentro la sua casa allerta Anna che c'è un intruso. Quando guarda fuori vede David che gioca con il suo cane dietro la staccionata del palazzo. Anna, fingendo di essere una fanciulla, fa amicizia con David e lo invita ad entrare. Quando lei sta per essere protagonista della sua routine omicida, David la ferma mostrandole il bisturi usato da Anna per uccidere la sua vittima. Lei lo aveva nascosto in un carillon. David non vuole denunciarla alla polizia, ma inizia a ricattarla. Attraverso la transazione monetaria David inizia a sollevare l'interesse personale di Anna. David compra una motocicletta con il denaro, ma i membri della sua gang precedente, che credevano che lui avesse rubato loro un premio, lo inseguono, e lo picchiano crudelmente. David viene portato all'ospedale dove Anna lavora. Poiché lui ha un violento passato criminale Victor vuole sperimentare su di lui la terapia dell'elettroshock utilizzata per trasformare gli uccisori in "cittadini utili". Anna è commossa quando scopre che ora David è suo paziente. Non ha intenzione di permettere a Victor di usare David per i suoi esperimenti. Nella notte di Capodanno Anna legge a David una poesia di Edgar Allan Poe. Quando Victor arriva trova Anna ricoperta dal sangue di David dopo averlo ucciso. In un'altra stanza, i pazienti criminali nell'esperimento di Victor vagano frenetici, uccidendosi l'un l'altro selvaggiamente.

## Titoli
Il film è noto con i più svariati titoli. Oltre ai già citati Murder in a Blue World e Clockwork Terror, il film è noto anche come Le bal du vaudou, To Love e Perhaps to Die. In Italia è noto come I vizi morbosi di una giovane infermiera - Blu notte: appuntamento shock, nel tentativo di mischiarlo ai film erotici del periodo.